# 1998 FIFAワールドカップ・南米予選
1998 FIFAワールドカップ・南米予選は、南米地区の1998 FIFAワールドカップ・予選である。南米サッカー連盟から10チームが参加した。ブラジルは前回優勝して予選免除であるので9チームが予選参加する。1996年4月24日から1997年11月16日まで試合を行い、アルゼンチン、パラグアイ、コロンビア、チリが上位になって本大会へ出場した。

## 予選結果
| チーム       | 試 | 勝 | 分 | 敗 | 得 | 失 | 差  | 点 |
| ------------ | -- | -- | -- | -- | -- | -- | --- | -- |
| アルゼンチン | 16 | 8  | 6  | 2  | 23 | 13 | +10 | 30 |
| パラグアイ   | 16 | 9  | 2  | 5  | 21 | 14 | +7  | 29 |
| コロンビア   | 16 | 8  | 4  | 4  | 23 | 15 | +8  | 28 |
| チリ         | 16 | 7  | 4  | 5  | 32 | 18 | +14 | 25 |
| ペルー       | 16 | 7  | 4  | 5  | 19 | 20 | −1  | 25 |
| エクアドル   | 16 | 6  | 3  | 7  | 22 | 21 | +1  | 21 |
| ウルグアイ   | 16 | 6  | 3  | 7  | 18 | 21 | −3  | 21 |
| ボリビア     | 16 | 4  | 5  | 7  | 18 | 21 | −3  | 17 |
| ベネズエラ   | 16 | 0  | 3  | 13 | 8  | 41 | −33 | 3  |

| チーム  | チーム       | AWAY             | AWAY           | AWAY           | AWAY     | AWAY       | AWAY           | AWAY           | AWAY         | AWAY           |
| チーム  | チーム       | アルゼンチンの旗 | パラグアイの旗 | コロンビアの旗 | チリの旗 | ペルーの旗 | エクアドルの旗 | ウルグアイの旗 | ボリビアの旗 | ベネズエラの旗 |
| ------- | ------------ | ---------------- | -------------- | -------------- | -------- | ---------- | -------------- | -------------- | ------------ | -------------- |
| H O M E | アルゼンチン | X                | 1-1            | 1-1            | 1-1      | 2-1        | 2-0            | 0-0            | 3-1          | 2-0            |
| H O M E | パラグアイ   | 1-2              | X              | 2-1            | 2-1      | 2-1        | 1-0            | 3-1            | 2-1          | 1-0            |
| H O M E | コロンビア   | 0-1              | 1-0            | X              | 4-1      | 0-1        | 1-0            | 3-1            | 3-0          | 1-0            |
| H O M E | チリ         | 1-2              | 2-1            | 4-1            | X        | 4-0        | 4-1            | 1-0            | 3-0          | 6-0            |
| H O M E | ペルー       | 0-0              | 1-0            | 1-1            | 2-1      | X          | 1-1            | 2-1            | 2-1          | 4-1            |
| H O M E | エクアドル   | 2-0              | 2-1            | 0-1            | 1-1      | 4-1        | X              | 4-0            | 1-0          | 1-0            |
| H O M E | ウルグアイ   | 0-0              | 0-2            | 1-1            | 1-0      | 2-0        | 5-3            | X              | 1-0          | 3-1            |
| H O M E | ボリビア     | 2-1              | 0-0            | 2-2            | 1-1      | 0-0        | 2-0            | 1-0            | X            | 6-1            |
| H O M E | ベネズエラ   | 2-5              | 0-2            | 0-2            | 1-1      | 0-3        | 1-1            | 0-2            | 1-1          | X              |

## 対戦結果

### 第1節
| 1996年4月24日 19:15 (UTC-4) |

| ベネズエラ | 0 - 2    | ウルグアイ                |
|            | レポート | オテロ 54分 · ポジェ 77分 |

| エスタディオ・ブリヒド・イリアルテ（カラカス） 観客数: 6,839人 主審: アルベルト・テハダ・ノリエガ |

| 1996年4月24日 20:00 (UTC-5) |

| エクアドル                                          | 4 - 1    | ペルー          |
| ウルタード 54分, 88分 · テノリオ 65分 · ガビカ 78分 | レポート | パラシオス 62分 |

| エスタディオ・モヌメンタル・イシドロ・ロメロ・カルボ（グアヤキル） 観客数: 60,000人 主審: フリオ・マット・エストセレス |

| 1996年4月24日 21:00 (UTC-5) |

| コロンビア          | 1 - 0    | パラグアイ |
| アスプリージャ 53分 | レポート |            |

| エスタディオ・メトロポリターノ・ロベルト・メレンデス（バランキージャ） 観客数: 31,600人 主審: ハビエル・カストリージ |

| 1996年4月24日 21:10 (UTC-3) |

| アルゼンチン                               | 3 - 1    | ボリビア            |
| オルテガ 8分, 18分 · バティストゥータ 49分 | レポート | バルディビエソ 42分 |

| エスタディオ・モヌメンタル・アントニオ・ベスプチオ・リベルティ（ブエノスアイレス） 観客数: 49,750人 主審: マリオ・サンチェス・ヤンテン |

### 第2節
| 1996年6月2日 11:30 (UTC-5) |

| エクアドル                          | 2 - 0    | アルゼンチン |
| モンターニョ 51分 · ウルタード 89分 | レポート |              |

| エスタディオ・オリンピコ・アタウアルパ（キト） 観客数: 41,500人 主審: アルマンド・ペレス・オヨス |

| 1996年6月2日 15:30 (UTC-3) |

| ウルグアイ | 0 - 2    | パラグアイ                |
|            | レポート | アルセ 10分 · ロハス 88分 |

| エスタディオ・センテナリオ（モンテビデオ） 観客数: 44,127人 主審: マルシオ・レゼンデ・デ・フレイタス |

| 1996年6月6日 16:00 (UTC-5) |

| ペルー        | 1 - 1    | コロンビア            |
| レイノソ 47分 | レポート | アリスティサバル 60分 |

| エスタディオ・ナシオナル（リマ） 観客数: 43,345人 主審: アルフレド・ロダス |

| 1996年6月6日 17:00 (UTC-4) |

| ベネズエラ | 1 - 1    | チリ            |
| ゲーラ 8分 | レポート | マルガス 90+5分 |

| エスタディオ・ラ・カロリナ（バリナス） 観客数: 8,074人 主審: エピファニオ・ゴンサレス |

### 第3節
| 1996年7月6日 16:00 (UTC-4) |

| チリ                                                | 4 - 1    | エクアドル    |
| サモラーノ 25分, 86分 · サラス 75分 · エスタイ 83分 | レポート | アギナガ 73分 |

| エスタディオ・ナシオナル（サンティアゴ） 観客数: 74,905人 主審: パブロ・ペーニャ・ドゥラン |

| 1996年7月7日 15:30 (UTC-5) |

| コロンビア                                             | 3 - 1    | ウルグアイ    |
| アスプリージャ 7分 · バルデラマ 20分 · デ・アビラ 78分 | レポート | セドレス 57分 |

| エスタディオ・メトロポリターノ・ロベルト・メレンデス（バランキージャ） 観客数: 36,169人 主審: ロベルト・ルベン・ルスシオ |

| 1996年7月7日 15:30 (UTC-5) |

| ペルー | 0 - 0    | アルゼンチン |
|        | レポート |              |

| エスタディオ・ナシオナル（リマ） 観客数: 43,675人 主審: ウィルソン・デ・ソウザ・メンドンサ |

| 1996年7月7日 16:00 (UTC-4) |

| ボリビア | 6 - 1    | ベネズエラ             |
| サンディ 4分 · エチェベリ 41分 (pen.) · バルディビエソ 61分 · コインブラ 67分 · スアレス 78分 · パニアグア 85分 | レポート | トルトレロ 65分 (pen.) |

| エルナンド・シレス競技場（ラパス） 観客数: 43,822人 主審: ホセ・ルイス・ダ・ロサ |

### 第4節
| 1996年9月1日 11:30 (UTC-5) |

| エクアドル   | 1 - 0    | ベネズエラ |
| アギナガ 4分 | レポート |            |

| エスタディオ・オリンピコ・アタウアルパ（キト） 観客数: 36,889人 主審: カルロス・ロブレス |

| 1996年9月1日 15:00 (UTC-4) |

| ボリビア | 0 - 0    | ペルー |
|          | レポート |        |

| エルナンド・シレス競技場（ラパス） 観客数: 48,304人 主審: オスカル・アルバレンガ |

| 1996年9月1日 16:00 (UTC-5) |

| コロンビア                                       | 4 - 1    | チリ                   |
| アスプリージャ 3分, 31分, 47分 · ベルムデス 43分 | レポート | サモラーノ 56分 (pen.) |

| エスタディオ・メトロポリターノ・ロベルト・メレンデス（バランキージャ） 観客数: 34,000人 主審: シドラック・マリーニョ・ドス・サントス |

| 1996年9月1日 18:15 (UTC-3) |

| アルゼンチン          | 1 - 1    | パラグアイ      |
| バティストゥータ 27分 | レポート | チラベルト 47分 |

| エスタディオ・モヌメンタル・アントニオ・ベスプチオ・リベルティ（ブエノスアイレス） 観客数: 65,500人 主審: アントニオ・ペレイラ・ダ・シウヴァ |

### 第5節
| 1996年10月8日 20:30 (UTC-3) |

| ウルグアイ  | 1 - 0    | ボリビア |
| モアス 72分 | レポート |          |

| エスタディオ・センテナリオ（モンテビデオ） 観客数: 60,000人 主審: パオロ・ボルゴサーノ |

| 1996年10月9日 11:30 (UTC-5) |

| エクアドル | 0 - 1    | コロンビア          |
|            | レポート | アスプリージャ 72分 |

| エスタディオ・オリンピコ・アタウアルパ（キト） 観客数: 45,000人 主審: オラシオ・エリソンド |

| 1996年10月9日 20:00 (UTC-4) |

| ベネズエラ                     | 2 - 5    | アルゼンチン                                                                      |
| サバレセ 7分 · ドゥダメル 87分 | レポート | オルテガ 35分 · ソリン 65分 · シメオネ 77分 · モラレス 86分 · アルボルノス 90+1分 |

| エスタディオ・ポリデポルティーボ・デ・プエブロ・ヌエボ（サン・クリストバル） 観客数: 30,000人 主審: エドゥアルド・ドルスニエフスキ |

| 1996年10月9日 21:00 (UTC-3) |

| パラグアイ                    | 2 - 1    | チリ          |
| ガマーラ 24分 · リバロラ 63分 | レポート | マルガス 22分 |

| エスタディオ・ディフェンソーレス・デル・チャコ（アスンシオン） 観客数: 45,000人 主審: オスカル・ルイス |

### 第6節
| 1996年11月10日 15:00 (UTC-4) |

| ボリビア                    | 2 - 2    | コロンビア                         |
| サンディ 15分 · モレノ 44分 | レポート | セルナ 40分 (pen.) · リンコン 54分 |

| エルナンド・シレス競技場（ラパス） 観客数: 43,173人 主審: ホセ・ビジャモンテ |

| 1996年11月10日 15:30 (UTC-5) |

| ペルー                                                   | 4 - 1    | ベネズエラ    |
| レイノソ 4分 · ジュリーニョ 21分 · パラシオス 49分, 83分 | レポート | ディアス 78分 |

| エスタディオ・ナシオナル（リマ） 観客数: 31,036人 主審: レネ・オルトゥベ |

| 1996年11月10日 18:00 (UTC-3) |

| パラグアイ    | 1 - 0    | エクアドル |
| ベニテス 24分 | レポート |            |

| エスタディオ・ディフェンソーレス・デル・チャコ（アスンシオン） 観客数: 31,002人 主審: ダニエル・ヒメネス |

| 1996年11月12日 21:30 (UTC-3) |

| チリ        | 1 - 0    | ウルグアイ |
| サラス 60分 | レポート |            |

| エスタディオ・ナシオナル（サンティアゴ） 観客数: 73,547人 主審: アンヘル・ゲバラ |

### 第7節
| 1996年12月15日 15:00 (UTC-4) |

| ボリビア | 0 - 0    | パラグアイ |
|          | レポート |            |

| エルナンド・シレス競技場（ラパス） 観客数: 41,076人 主審: ホセ・ルイス・パーラ |

| 1996年12月15日 16:00 (UTC-4) |

| ベネズエラ | 0 - 2    | コロンビア                           |
|            | レポート | ベルムデス 7分 · バレンシアーノ 50分 |

| エスタディオ・ポリデポルティーボ・デ・プエブロ・ヌエボ（サン・クリストバル） 観客数: 25,000人 主審: エドゥアルド・ガンボア |

| 1996年12月15日 20:00 (UTC-3) |

| アルゼンチン                 | 1 - 1    | チリ          |
| バティストゥータ 76分 (pen.) | レポート | コルネホ 52分 |

| エスタディオ・モヌメンタル・アントニオ・ベスプチオ・リベルティ（ブエノスアイレス） 観客数: 59,970人 主審: ウバルド・アキノ |

| 1996年12月15日 21:15 (UTC-3) |

| ウルグアイ                           | 2 - 0    | ペルー |
| モンテーロ 2分 · ベンゴエチェア 38分 | レポート |        |

| エスタディオ・センテナリオ（モンテビデオ） 観客数: 42,630人 主審: フェリペ・パエス |

### 第8節
| 1997年1月12日 11:30 (UTC-4) |

| ベネズエラ | 0 - 2    | パラグアイ                     |
|            | レポート | ベニテス 6分 · エンシーソ 62分 |

| エスタディオ・ギジェルモ・ソト・ロサ（メリダ 観客数: 7,981人 主審: アンヘル・サンチェス |

| 1997年1月12日 15:00 (UTC-4) |

| ボリビア                     | 2 - 0    | エクアドル |
| モレノ 7分 · エチェベリ 12分 | レポート |            |

| エルナンド・シレス競技場（ラパス） 観客数: 39,968人 主審: オスカル・ルイス |

| 1997年1月12日 16:00 (UTC-5) |

| ペルー                            | 2 - 1    | チリ            |
| マエストリ 15分 · パラシオス 34分 | レポート | サモラーノ 88分 |

| エスタディオ・ナシオナル（リマ） 観客数: 35,373人 主審: ホセ・バレラ |

| 1997年1月12日 21:30 (UTC-3) |

| ウルグアイ | 0 - 0    | アルゼンチン |
|            | レポート |              |

| エスタディオ・センテナリオ（モンテビデオ） 観客数: 62,000人 主審: マルシオ・レゼンデ・デ・フレイタス |

### 第9節
| 1997年2月12日 11:30 (UTC-5) |

| エクアドル                                       | 4 - 0    | ウルグアイ |
| アギナガ 6分 · デルガド 68分, 76分 · チャラ 87分 | レポート |            |

| エスタディオ・オリンピコ・アタウアルパ（キト） 観客数: 18,000人 主審: ハビエル・カストリージ |

| 1997年2月12日 15:00 (UTC-4) |

| ボリビア    | 1 - 1    | チリ            |
| ソリア 28分 | レポート | ゴンサレス 44分 |

| エルナンド・シレス競技場（ラパス） 観客数: 41,908人 主審: アルベルト・テハダ・ノリエガ |

| 1997年2月12日 17:00 (UTC-5) |

| コロンビア | 0 - 1    | アルゼンチン |
|            | レポート | ロペス 10分  |

| エスタディオ・メトロポリターノ・ロベルト・メレンデス（バランキージャ） 観客数: 70,000人 主審: アントニオ・ペレイラ・ダ・シウヴァ |

| 1997年2月12日 22:00 (UTC-3) |

| パラグアイ                  | 2 - 1    | ペルー      |
| リバロラ 12分 · ロハス 40分 | レポート | ペレダ 33分 |

| エスタディオ・ディフェンソーレス・デル・チャコ（アスンシオン） 観客数: 32,000人 主審: マリオ・サンチェス・ヤンテン |

### 第10節
| 1997年4月2日 16:10 (UTC-4) |

| ボリビア                             | 2 - 1    | アルゼンチン    |
| サンディ 8分 · オチョアイスプル 48分 | レポート | ゴロシート 41分 |

| エルナンド・シレス競技場（ラパス） 観客数: 44,372人 主審: シドラック・マリーニョ・ドス・サントス |

| 1997年4月2日 20:00 (UTC-5) |

| ペルー          | 1 - 1    | エクアドル           |
| パラシオス 58分 | レポート | アギナガ 78分 (pen.) |

| エスタディオ・ナシオナル（リマ） 観客数: 42,299人 主審: フアン・トロ・レンドン |

| 1997年4月2日 20:30 (UTC-3) |

| ウルグアイ                                              | 3 - 1    | ベネズエラ      |
| デ・ロス・サントス 29分 · モンテーロ 46分 · オテロ 59分 | レポート | カステジン 55分 |

| エスタディオ・センテナリオ（モンテビデオ） 観客数: 37,000人 主審: レネ・オルトゥベ |

| 1997年4月2日 21:00 (UTC-4) |

| パラグアイ                         | 2 - 1    | コロンビア  |
| ガレアーノ 30分 (o.g.) · ソト 82分 | レポート | セルナ 80分 |

| エスタディオ・ディフェンソーレス・デル・チャコ（アスンシオン） 観客数: 37,297人 主審: ウィルソン・デ・ソウザ・メンドンサ |

### 第11節
| 1997年4月29日 21:15 (UTC-4) |

| チリ                                                    | 6 - 0    | ベネズエラ |
| サモラーノ 19分, 27分, 32分, 47分, 85分 · レイエス 66分 | レポート |            |

| エスタディオ・モヌメンタル・ダビド・アレジャーノ（サンティアゴ） 観客数: 42,034人 主審: ヒルベルト・アルカラ |

| 1997年4月30日 21:10 (UTC-3) |

| アルゼンチン                  | 2 - 1    | エクアドル    |
| オルテガ 18分 · クレスポ 30分 | レポート | アギナガ 73分 |

| エスタディオ・モヌメンタル・アントニオ・ベスプチオ・リベルティ（ブエノスアイレス） 観客数: 62,300人 主審: フェリックス・ラモン・ベネガス・カバジェロ |

| 1997年4月30日 21:00 (UTC-4) |

| パラグアイ                                       | 3 - 1    | ウルグアイ  |
| ロハス 37分 · カルドーソ 73分 (pen.) · ソト 83分 | レポート | シルバ 87分 |

| エスタディオ・ディフェンソーレス・デル・チャコ（アスンシオン） 観客数: 34,101人 主審: アントニオ・ペレイラ・ダ・シウヴァ |

| 1997年4月30日 21:00 (UTC-5) |

| コロンビア | 0 - 1    | ペルー      |
|            | レポート | ペレダ 62分 |

| エスタディオ・メトロポリターノ・ロベルト・メレンデス（バランキージャ） 観客数: 22,172人 主審: マルシオ・レゼンデ・デ・フレイタス |

### 第12節
| 1997年6月8日 11:30 (UTC-5) |

| エクアドル      | 1 - 1    | チリ        |
| グラシアニ 43分 | レポート | サラス 53分 |

| エスタディオ・オリンピコ・アタウアルパ（キト） 観客数: 42,225人 主審: ベニート・アルチュンディア |

| 1997年6月8日 18:10 (UTC-3) |

| アルゼンチン                  | 2 - 0    | ペルー |
| クレスポ 30分 · シメオネ 46分 | レポート |        |

| エスタディオ・モヌメンタル・アントニオ・ベスプチオ・リベルティ（ブエノスアイレス） 観客数: 56,069人 主審: クラウジオ・ロドリゲス・ヴィニシウス・セルデイラ |

| 1997年6月8日 15:30 (UTC-3) |

| ウルグアイ | 1 - 1    | コロンビア    |
| シルバ 6分 | レポート | リカルド 47分 |

| エスタディオ・センテナリオ（モンテビデオ） 観客数: 37,200人 主審: フランシスコ・モーラン・ダシウド |

| 1997年6月8日 16:00 (UTC-4) |

| ベネズエラ      | 1 - 1    | ボリビア            |
| サバレーゼ 70分 | レポート | カスティージョ 80分 |

| エスタディオ・ホセ・アルベルト・ペレス（バレラ） 観客数: 3,352人 主審: マルシオ・レゼンデ・デ・フレイタス |

### 第13節
| 1997年7月5日 20:30 (UTC-4) |

| チリ                                             | 4 - 1    | コロンビア    |
| サラス 16分, 26分, 41分 · サモラーノ 90分 (pen.) | レポート | リカルド 52分 |

| エスタディオ・ナシオナル（サンティアゴ） 観客数: 75,617人 主審: パオロ・ボルゴサーノ |

| 1997年7月6日 15:15 (UTC-4) |

| パラグアイ      | 1 - 2    | アルゼンチン                  |
| アクーニャ 59分 | レポート | ガジャルド 30分 · ベロン 41分 |

| エスタディオ・ディフェンソーレス・デル・チャコ（アスンシオン） 観客数: 30,000人 主審: マルシオ・レゼンデ・デ・フレイタス |

| 1997年7月6日 15:30 (UTC-5) |

| ペルー                   | 2 - 1    | ボリビア          |
| カルティ 9分 · ソト 53分 | レポート | クリスタルド 56分 |

| エスタディオ・ナシオナル（リマ） 観客数: 31,489人 主審: ウィルソン・デ・ソウザ・メンドンサ |

| 1997年7月6日 16:00 (UTC-4) |

| ベネズエラ    | 1 - 1    | エクアドル      |
| ミランダ 75分 | レポート | ウルタード 55分 |

| エスタディオ・ホセ・パチェンチョ・ロメロ（マラカイボ） 観客数: 4,729人 主審: アルトゥーロ・エンジェルス |

### 第14節
| 1997年7月20日 18:10 (UTC-3) |

| アルゼンチン              | 2 - 0    | ベネズエラ |
| クレスポ 31分 · パス 58分 | レポート |            |

| エスタディオ・モヌメンタル・アントニオ・ベスプチオ・リベルティ（ブエノスアイレス） 観客数: 48,000人 主審: ウィルソン・デ・ソウザ・メンドンサ |

| 1997年7月20日 15:00 (UTC-4) |

| ボリビア        | 1 - 0    | ウルグアイ |
| エチェベリ 75分 | レポート |            |

| エルナンド・シレス競技場（ラパス） 観客数: 27,874人 主審: アルトゥーロ・ブリシオ・カルテル |

| 1997年7月20日 15:30 (UTC-5) |

| コロンビア      | 1 - 0    | エクアドル |
| デ・アビラ 83分 | レポート |            |

| エスタディオ・メトロポリターノ・ロベルト・メレンデス（バランキージャ） 観客数: 35,000人 主審: マルシオ・レゼンデ・デ・フレイタス |

| 1997年7月20日 20:30 (UTC-4) |

| チリ                        | 2 - 1    | パラグアイ      |
| サモラーノ 9分 (pen.), 51分 | レポート | ブリスエラ 61分 |

| エスタディオ・ナシオナル（サンティアゴ） 観客数: 75,143人 主審: ラファエル・トレアルバ |

### 第15節
| 1997年8月20日 20:00 (UTC-3) |

| ウルグアイ  | 1 - 0    | チリ |
| オテロ 20分 | レポート |      |

| エスタディオ・センテナリオ（モンテビデオ） 観客数: 45,000人 主審: アントニオ・ペレイラ・ダ・シウヴァ |

| 1997年8月20日 21:15 (UTC-5) |

| コロンビア                                                    | 3 - 0    | ボリビア |
| デ・アビラ 1分 · バルデラマ 30分 (pen.) · アスプリージャ 76分 | レポート |          |

| エスタディオ・メトロポリターノ・ロベルト・メレンデス（バランキージャ） 観客数: 25,912人 主審: クラウジオ・ロドリゲス・ヴィニシウス・セルデイラ |

| 1997年8月20日 11:30 (UTC-5) |

| エクアドル                      | 2 - 1    | パラグアイ |
| アギナガ 53分 · グラシアニ 72分 | レポート | バエス 5分 |

| エスタディオ・オリンピコ・アタウアルパ（キト） 主審: ロドリゴ・バディージャ |

| 1997年8月20日 18:00 (UTC-4) |

| ベネズエラ | 0 - 3    | ペルー                                              |
|            | レポート | マレンゴ 14分 · ジュリーニョ 54分 · マエストリ 81分 |

| エスタディオ・ラ・カロリナ（バリナス） 観客数: 10,000人 主審: ピーター・プレンダーガスト |

### 第16節
| 1997年9月10日 18:00 (UTC-4) |

| チリ        | 1 - 2    | アルゼンチン                  |
| サラス 34分 | レポート | ガジャルド 25分 · ロペス 86分 |

| エスタディオ・ナシオナル（サンティアゴ） 観客数: 73,644人 主審: フランシスコ・モーラン・ダシウド |

| 1997年9月10日 20:00 (UTC-5) |

| ペルー                          | 2 - 1    | ウルグアイ  |
| パラシオス 57分 · カルティ 60分 | レポート | レコバ 43分 |

| エスタディオ・ナシオナル（リマ） 観客数: 34,721人 主審: エスファンディア・バハーマスト |

| 1997年9月10日 21:00 (UTC-5) |

| コロンビア    | 1 - 0    | ベネズエラ |
| カブレラ 68分 | レポート |            |

| エスタディオ・メトロポリターノ・ロベルト・メレンデス（バランキージャ） 観客数: 35,000人 主審: カルロス・ピメンテル |

| 1997年9月10日 21:00 (UTC-4) |

| パラグアイ                    | 2 - 1    | ボリビア      |
| ベニテス 26分 · ガマーラ 37分 | レポート | スアレス 58分 |

| エスタディオ・ディフェンソーレス・デル・チャコ（アスンシオン） 観客数: 40,341人 主審: ベニート・アルチュンディア |

### 第17節
| 1997年10月12日 18:15 (UTC-3) |

| アルゼンチン | 0 - 0    | ウルグアイ |
|              | レポート |            |

| エスタディオ・モヌメンタル・アントニオ・ベスプチオ・リベルティ（ブエノスアイレス） 観客数: 52,000人 主審: クラウジオ・ロドリゲス・ヴィニシウス・セルデイラ |

| 1997年10月12日 21:00 (UTC-4) |

| チリ                                    | 4 - 0    | ペルー |
| サラス 13分, 82分, 88分 · レイエス 58分 | レポート |        |

| エスタディオ・ナシオナル（サンティアゴ） 観客数: 74,219人 主審: マルシオ・レゼンデ・デ・フレイタス |

| 1997年10月12日 18:00 (UTC-3) |

| パラグアイ    | 1 - 0    | ベネズエラ |
| トーレス 68分 | レポート |            |

| エスタディオ・ディフェンソーレス・デル・チャコ（アスンシオン） 観客数: 35,000人 主審: エスファンディア・バハーマスト |

| 1997年10月12日 16:00 (UTC-5) |

| エクアドル      | 1 - 0    | ボリビア |
| グラシアニ 27分 | レポート |          |

| エスタディオ・モヌメンタル・イシドロ・ロメロ・カルボ（グアヤキル） 観客数: 14,568人 主審: アルトゥーロ・ブリシオ・カルテル |

### 第18節
| 1997年11月16日 19:30（UTC-3) |

| アルゼンチン  | 1 - 1    | コロンビア      |
| カセレス 69分 | レポート | バルデラマ 20分 |

| エスタディオ・ラ・ボンボネーラ（ブエノスアイレス） 観客数: 40,000人 主審: マルシオ・レゼンデ・デ・フレイタス |

| 1997年11月16日 17:00 (UTC-3) |

| ウルグアイ                                               | 5 - 3    | エクアドル                 |
| サラレギ 3分, 12分 · アブレウ 48分, 52分 · アギレラ 63分 | レポート | グラシアニ 2分, 59分, 68分 |

| エスタディオ・ドミンゴ・ブルゲーニョ（マルドナド） 観客数: 4,000人 主審: アントニオ・マルフォ・メンドーサ |

| 1997年11月16日 15:00 (UTC-5) |

| ペルー    | 1 - 0    | パラグアイ |
| ソト 37分 | レポート |            |

| エスタディオ・ナシオナル（リマ） 観客数: 30,000人 主審: フランシスコ・モーラン・ダシウド |

| 1997年11月16日 17:00 (UTC-3) |

| チリ                                          | 3 - 0    | ボリビア |
| バレーラ 23分 · サラス 40分 · カレーニョ 84分 | レポート |          |

| エスタディオ・ナシオナル（サンティアゴ） 観客数: 74,777人 主審: ウィルソン・デ・ソウザ・メンドンサ |